# (7125) Eitarodate
(7125) Eitarodate (1991 CN1) – planetoida z grupy pasa głównego asteroid okrążająca Słońce w ciągu 3,75 lat w średniej odległości 2,41 j.a. Odkryta 7 lutego 1991 roku.